# يانيك سالم
يانيك سالم (29 مارس 1983 في فرنسا - ) (بالفرنسية: Yannick Salem)‏ هو لاعب كرة قدم فرنسي وجمهورية الكونغو في مركز الهجوم. شارك مع منتخب الكونغو لكرة القدم. أما مع النوادي، فقد لعب مع أغوف أبيلدورن ودي غرافشاب وستوكبورت كونتي ونادي تارغو موريش ونادي شاتورو ونادي غرونوبل ونادي كريتيل وكونكورديا كياجنا و1. FC Wülfrath ‏ وتيلفورد يونايتد واينتراخت ترير 05 ‏ وتورو دوسلدورف وبيفيرين.

## وصلات خارجية
- يانيك سالم على موقع قاعدة بيانات كرة القدم.إي يو (الإنجليزية)
- يانيك سالم على موقع ناشيونال فوتبول تيمز (الإنجليزية)
- يانيك سالم على موقع Soccerbase.com (لاعب) (الإنجليزية)
- يانيك سالم على موقع Soccerway.com (الإنجليزية)
- يانيك سالم على موقع عالم كرة القدم.نت (الإنجليزية)